# 瓦尔米
瓦尔米（法語：Valmy，法語發音：[valmi]），又称瓦尔密，是法国马恩省的一个市镇，属于香槟沙隆区。1792年9月，瓦尔密战役在此发生。

## 地理
瓦尔米（49°5'4"N, 4°46'25"E）面积24.28 平方千米，位于法国大東部大區马恩省，该省份为法国东北部内陆省份，北起阿登省，西北接埃纳省，西南接塞纳-马恩省，南至奥布省，东南接上马恩省，东临默兹省。
与瓦尔米接壤的市镇（或旧市镇、城区）包括：欧沃、布罗圣科耶尔、拉沙佩勒费尔库尔、香槟地区拉克鲁瓦、多马坦-当皮埃尔、多马尔坦苏昂、日佐库尔、昂镇、马夫雷库尔、欧沃河畔圣马尔、索姆比奥讷。

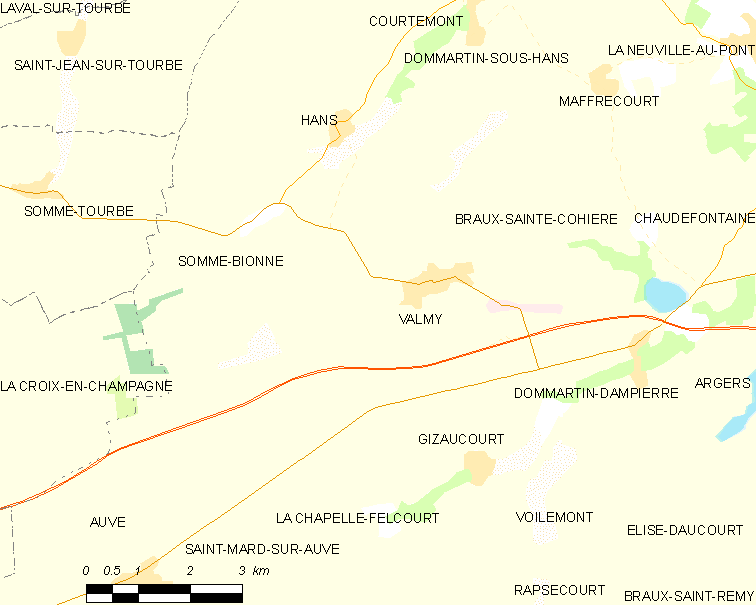
瓦尔米的OSM定位图

瓦尔米的时区为UTC+01:00、UTC+02:00（夏令时）。

## 行政
瓦尔米的邮政编码为51800，INSEE市镇编码为51588。

## 政治
瓦尔米所属的省级选区为阿戈讷-叙普-韦勒县。

## 人口

1962-2008年间瓦尔米人口变化图示

瓦尔米于2022年1月1日时的人口数量为240人。